# Fortunato di Casei
Fortunato (... – Roma, 300) è stato un militare romano venerato come santo dalla Chiesa cattolica.

## Agiografia
C'è un racconto locale che vuole attingere notizie nella leggendaria Legione Tebea, dove san Maurizio fu massacrato nei pressi di Agaunum (l'odierna Saint-Maurice) assieme ad altri compagni, tra cui Fortunato, su ordine dell'imperatore Massimiano, per essersi rifiutato d'offrire sacrifici agli dei pagani (differenti leggende parlano di un rifiuto d'uccidere alcuni cristiani).
Il racconto agiografico lo descrive assieme a valorosi soldati «che con sincera pietà offrirono coraggiosamente il collo alla spada», suggerendo una morte avvenuta tramite decapitazione. Questo però viene contraddetto da quanto si dirà dopo.

## Culto
Le sue reliquie si trovavano nelle catacombe di San Callisto a Roma fino al 1746, quando il cardinale Giovanni Antonio Guadagni, cardinale vicario di papa Benedetto XIV, riesumò i resti di san Fortunato, che vennero in un primo momento conservati nella chiesa collegiata di Santa Maria in Via Lata a Roma. Il cardinale Guadagni di fatto donò il corpo del martire a don Carlo Maria Bolardi, allora prevosto di Santa Maria in Via Lata. Don Bolardi a sua volta, nel 1764, fece dono del corpo del martire al suo paese natale: Casei (dal 1852 Casei Gerola) che elesse san Fortunato patrono del borgo. Entrambi gli atti sono conservati nell'archivio dell'Insigne Collegiata di Casei Gerola. Dal 1764 il corpo di san Fortunato riposa in un'artistica cappella a lui dedicata nell'Insigne Collegiata di San Giovanni Battista a Casei. Questo racconto storico fa di san Fortunato un martire delle catacombe, definito corpo santo.
San Fortunato è patrono di Casei Gerola e la sua festa ricorre la terza domenica di ottobre con solenni festeggiamenti che culminano nella processione con l'urna del santo. 
L'omonimia con il patrono di Pantelleria non può essere il punto di partenza per ritenerlo lo stesso martire venerato a Casei Gerola: infatti il patrono dell'isola è raffigurato vestito da vescovo, e quindi non ha nulla a che vedere con il martire, presunto soldato-centurione, delle catacombe di San Callisto.
San Fortunato patrono di Pantelleria, se pur l'iconografia lo definisce vescovo, è in realtà anch'egli un martire catacombale, le cui reliquie giunsero da Roma nel 1673.
Proclamato patrono dell'isola nel 1891 dopo che i panteschi pregarono il martire per essere liberati da un evento sismico ed eruttivo che si era verificato nell'ottobre di quel medesimo anno.